# Lista de códigos de regiões FIPS
Esta uma lista de FIPS 10-4 códigos de região, usando um nome de formato padronizado, e a transversal ligando para os artigos. A lista está em ordem alfabética em seções separadas.
ABC - DEF - GHI - JKL - MNO - PQR - STU - VWXYZ
Em 2 de setembro de 2008, o FIPS 10-4 foi um dos dez padrões retirados por NIST como um Federal Information Processing Standard.  É para ser substituído por ISO 3166.